# 吴漠汀
吴漠汀（德語：Martin Woesler，1969年9月29日—），德国汉学家、中德翻译学家，目前在德国維藤的維藤/海德克大學担任教授，主要研究方向为中国文学。

## 生平
吴漠汀先后翻译了曹雪芹、鲁迅、周作人、许地山、郁达夫、朱自清、冰心、巴金、钱锺书、王蒙、张洁、刘再复和贾平凹等一大批中国作家的众多作品。他同赖纳∙施华茨( )共同翻译完成了中国古典长篇小说《红楼梦》 (又名《石头记》)。这是《红楼梦》首部完整德文译本。吴漠汀的很多译作大都是首次被翻译成西方语言。吴漠汀于2009年与张人礼教授共同编著了迄今词目最多、涵盖面最广泛的《汉德/德汉词典》。
他在《现当代中国散文史》中整理了中国长期备受冷落的散文作品（包含随笔、杂文、小品文、抒情散文等），不同于诗歌、戏剧、小说这三类广受推崇的文学类型，散文类作品在中国长时间不受重视，而这些散文作品恰恰是中国个人主义兴起的一种表现。本书共分3册，于1998年出版。他对散文的研究引起了欧美汉学界的广泛关注。五四运动后至二十世纪三十年代，这类短篇文学通过报刊得以广泛传播，是成长中的批判性舆论的一种表现形式。 二十世纪三十年代至1979年，散文成为政治工具，作品质量受到削弱。周作人的中间立场和亲日态度引起了国内普遍的唾弃，吴漠汀对其散文作品投以的关注目光引起了美国汉学界对周作人的重新审度。 
从二十世纪八十年代开始，中国再次出现了批判性舆论。吴漠汀注意到，自二十世纪九十年代以来，英特网扮演着与报纸在二十世纪前三十年间相当的角色。2002年，他和中国学者共同撰写了《中国的数字梦想》一书。本书认为，与西方国家相比，英特网在中国发挥着更为巨大的自由化影响。

## 翻译 (选择)
- 《20世纪中国散文集》中德对照 Ausgewählte chinesische Essays des 20. Jahrhunderts in Übersetzung, 德国波鸿, 多问有限出版公司（MultiLingua）, 第二版本2003年, ISBN 978-3-932329-05-0
- 《20世纪中国散文集》中英对照　The Chinese Essay in The 20th Century, 德国波鸿, 波鸿大学出版社, 第二版本2003年, ISBN 978-3-934453-14-2 [在美国哈佛大学编的]

## 关于中国文学 (选择)
- 《现当代中国散文史》Geschichte des chinesischen Essays in Moderne und Gegenwart，共分3册，1998年出版，900页, 德国波鸿, 多问有限出版公司（MultiLingua）, 第二版本2003年, ISBN 978-3-932329-04-3
- 《中国现代散文研讨会-20世纪内的自我定义》The Modern Chinese Literary Essay - Defining the Chinese Self in the 20th century，1998年,379页, 德国柏林, 欧洲大学出版社, 第二版本2003年, ISBN 978-3-934453-15-9 （吴漠汀主编）

## 链接
- 吴漠汀（德国国家图书馆目录相关文献）
- 网站，包含作品表格（页面存档备份，存于）